# Іккі Кіта
Іккі Кіта (яп. 北 一輝) Японський письменник, інтелектуал і політичний філософ, який діяв на початку періоду Сьова в Японській імперії. Користуючись еклектичним діапазоном свого світогляду Іккі Кіта був одночасно соціалістом, який назвав себе «ідеологічним батьком японського фашизму»., хоча його твори однаково торкалися паназійства, буддизму (секти Нітірен), основних прав людини та егалітаризму, він був пов’язаний з китайськими революційними колами. Попри те, що його публікації постійно піддавалися державній цензурі, і він припинив писати після 1923 року Іккі Кіта став джерелом натхнення для японських ультраправих елементів в японської політики в 1930-х роках, зокрема для відстоювання політики територіальної експансії Японської імперії, та військового перевороту в самій Японській імперії. Уряд Японської імперії вважав ідеї Іккі Кіта руйнівними та небезпечними, і тому у 1936 році він був заарештований за нібито участь у невдалій спробі державного перевороту в Японській імперії 26 лютого 1936 року та був страчений японською владою у 1937 році.

## Фон
Іккі Кіта народився на острові Садо, префектура Ніігата, Японська імперія, де його батько був торговцем саке і першим міським головою місцевого міста. Острів Садо, який раніше використовувався для штрафних перевезень, мав репутацію непокірного, і Іккі Кіта цим пишався. У юності Іккі Кіта вивчав китайську класику, а в 14 років зацікавився ідеологією соціалізму. У 1900 році Іккі Кіта почав публікувати статті в місцевій газеті з критикою японської теорії «Кокутаї» («Державної структури» або «система правління»). Це призвело до офіційного поліційного розслідування, яке згодом було припинено. У 1904 році Іккі Кіта переїхав до столиці Японської імперії міста Токіо, де читав лекції в токійському університеті Васеда, але він так і не отримав університетського (наукового) ступеня. Іккі Кіта зустрів багатьох впливових японських діячів раннього соціалістичного руху в Японській імперії, але швидко цим рухом розчарувався; бо рух був, за його словами, повний «опортуністів».

## Ідеологія
У віці 23 років Іккі Кіта опублікував свою першу книгу в 1906 році після року досліджень, це був масивний 1000-сторінковий політичний трактат під назвою «Теорія національного ладу Японії та чистого соціалізму» (яп. 国体論及び純正社会主義). В цьому трактаті Іккі Кіта критикував японську урядову ідеологію Кокутай та попереджав, що соціалізм у Японській імперії перебуває під загрозою виродження та перетворення у розбавлену, спрощену форму, оскільки японські соціалісти надто прагнуть йти на компроміси.

### Теорії японської політики
Іккі Кіта вперше виклав свою філософію націоналістичного соціалізму у своїй книзі Теорія національного ладу Японії та чистого соціалізму (яп. 国体論及び純正社会主義), яка була опублікована у 1906 році, де він критикував марксизм й соціалізм, який був орієнтований на класовий конфлікт, оскільки він був застарілий. Натомість Іккі Кіта наголошував на викладі еволюційної теорії в розумінні основних орієнтирів суспільств і націй. У цій книзі Іккі Кіта явно пропагує платонічний стан (лад) авторитаризму, наголошуючи на тісному зв’язку між конфуціанством і концепцією націонал-соціалізму «згори», заявляючи, що китаєць Мен-цзи є Платоном Сходу (Азії) і що концепція Платона щодо організації суспільства набагато краща за концепцію Маркса.

### Взаємодія з китайською революцією
Друга книга Іккі Кіта мала назву «Неофіційна історія китайської революції» (支那革命外史) є критичним аналізом китайської національної революції (Синьхайська революція) 1911 року.
Іккі Кіта був залучений до справи Китайської національної революції 1911 року, він став членом китайської революційної організації «Тунменхуй» (Об'єднаної ліги), очолюваної Сун Цзяоренем. Іккі Кіта їздив до цінського Китаю, щоб допомогти революціонерам у поваленні влади династії Цін.

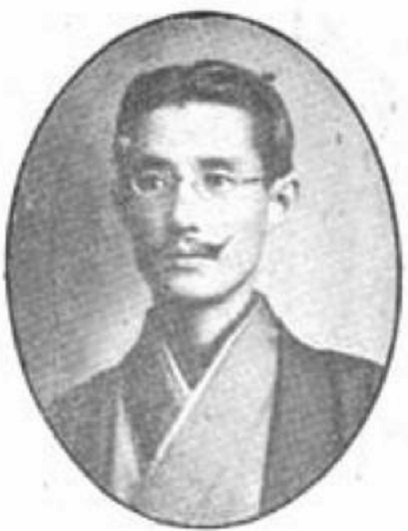
Іккі Кіта 1913 рік

Однак Іккі Кіта також цікавився японськими ультраправими організаціями. Так японська ультранаціоналістичне товариство «Товариство чорного дракона» яка була заснована в 1901 році, і пан Іккі Кіта був направлений цією організацією як спеціальний член, який писав для них з Китаю та надсилав звіти про поточну ситуацію під час Синьхайська революція 1911 року.
До свого повернення до Японської імперії в січні 1920 року Іккі Кіта дуже розчарувався в Китайській революції та стратегіях які були запропоновані її очільниками для змін в Китаї. Іккі Кіта приєднався до пана Шумей Окави та інших, щоб сформувати «Товариство тих, хто ще залишився» це була японська ультранаціоналістична та паназіатську організацію, і Іккі Кіта присвятив свій час письменництву та політичній активності в цій організації. Поступово він став провідним теоретиком й філософом правого руху в Японській імперії перед початком Другої світової війни.

### На шляху реорганізації Японської імперії
Остання велика книга яку написав Іккі Кіта і яка була пов'язана з політикою стала «Накидний план реорганізації Японії» (яп. 日本改造法案大綱). Ця книга вперше була написана в місті Шанхай, Китайська Республіка, але її заборонили в 1919 році, ця книга була опублікована в «Kaizōsha», яка була видавцем журналу «Kaizō», в 1923 році цей журнал був цензурований урядом Японської імперії. Спільною темою першої та останніх політичних робіт Іккі Кіта було поняття національної політики Кокутай, за допомогою якої Японська імперія повинна була подолати майбутню національну кризу в економіці та (або) міжнародних відносин, та очолити об’єднану та вільну Азію та об’єднає культуру світ через японізовані та універсалізовані азійські думки, щоб підготуватися до появи єдиної наддержави, яка була б неминучою для майбутнього світового миру. Таким чином, роботи Іккі Кіта містили аспекти, пов’язані з доктриною «паназіатства».
Відповідно до політичної  програми Іккі Кіта, державний переворот в Японській імперії був би необхідним для запровадження режиму надзвичайного стану в Японській імперії, на основі прямого правління могутнього лідера. Завдяки повазі якою імператор Японської імперії користувався в японському суспільстві, Іккі Кіта визначив суверена (імператора) як ідеальну особу для призупинення дії конституції Японської імперії, та організації ради, створеної імператором, і радикальної реорганізації кабінету міністрів й парламенту Японської імперії, члени якого мали б бути обрані народом, щоб бути вільним від будь-якого «злочинного впливу», що зробило б ясним справжнє значення реставрації Мейдзі. Нова «Дієта з національної реорганізації» повинна була внести зміни до конституції Японської імперії, відповідно до проєкту змін, імператор накладе обмеження на особисте багатство, приватну власність і активи компаній, а також заснує національні організації, які безпосередньо та спільно керуватимуться урядом Японської імперії, як-от японські державні залізниці. Також за проєктом змін, передбачалось проведення земельної реформи, відповідно до неї; вся міська земля буде передана в комунальну власність. Нова (реорганізована) держава (імперія) скасовує систему перів казоку, палату перів і всі податки, крім основних, гарантуючи чоловікам виборче право, свободу, право на власність, право на освіту, трудові права та права людини. Зберігаючи інститут «імператора Японської імперії» як представника народу, привілейовані еліти будуть витіснені, а японські військові будуть додатково посилені, щоб зміцнити Японську імперію та дати їй змогу звільнити Азію від західного імперіалізму.
Іккі Кіта стверджував право Японської імперії як «міжнародного пролетаріату» на завоювання (окупацію) Сибіру Далекого Сходу та Австралії, народам якої за його проєктом повинні бути надані такі ж права, що і японцям, оскільки соціальні проблеми в Японській імперії ніколи не будуть вирішені, якщо проблеми міжнародної торгівлі не буде вирішено. Це було названо «реставрацією Сьова».
У своїй історичній перспективі політична програма яку підготував Іккі Кіта була спрямована на створення в Японській імперії державного соціалізму, який би був орієнтований за своєю державною системою на «соціалізм зверху» як інструменту об’єднання та зміцнення японського суспільства. Закордонні дії Японської імперії мали на меті зосередитися на досягненні незалежності британської Індії та підтримці Республіки Китай, щоб зупинити подальший поділ Китаю, на зразок того як була поділена Африка, і ця політика повинна була відбуватися в ім’я «єдності Азії». Іншою метою його програми було створення великої Японської імперії, до складу якої повинна була входити  Корея, Тайвань, Сахалін, Маньчжурію, Далекий Схід Росії та Австралію.

### Про зовнішню політику
Іккі Кіта написав «петицію» про зовнішню політику Японської імперії після Мукденського інциденту на території Манджурії. Іккі Кіта рішуче виступав проти війни проти США, яка була популярною думкою в той час, він пояснював це тим що Британська імперія приєднається до цієї війни, а японський флот не зуміє перемогти їх. Він також думав, що Китайська Республіка і Радянський Союз приєднаються до цієї війни на стороні США. Його пропозиція полягала в тому, що Японська імперія повинна укласти військовий союз з Францією і боротися з Радянським Союзом. Він вважав, що союз із Францією стримає Британську імперію, і що Японська імперія та Франція поділяють антиросійські настрої, оскільки Радянський союз не сплатив великі борги які залишились ще з часів існування Російської імперія, яка була винна їх Франції.

### Критичний прийом
Пан Уолтер Скайа зазначає, що в «Про Кокутай і чистий соціалізм» Іккі Кіта відкидав синтоїстський погляд японських ультраправих націоналістів, таких як пан Ходзумі Яцука, про те, що Японська імперія була етнічно однорідною, так званою «родинною державою», що походить від імператорської лінії від богині сонця Аматерасу, наголошуючи на тому що в Японській імперії присутні етнічні не японці з давніх часів. Іккі Кіта стверджував, що поряд з інкорпорацією китайців, корейців і росіян як громадян (підданих) Японської імперії в період правління імператора Мейдзі, будь-яка особа повинна мати можливість натуралізуватися як громадянин (підданий) Японської імперії незалежно від раси, з тими ж правами та обов’язками, що є в етнічних японців. За словами Іккі Кіта інакше Японська імперія не могла надалі розширюватися на територіях, які були населені не японцями, без необхідності «звільняти їх від своїх зобов’язань або... вигнати їх з імперії.»  Одним із його релігійних натхненників була японізована сутра Лотоса.
Іккі Кіта мав молодшого брата, Рейкічі Кіта, японського політичного філософа, який п’ять років навчався в США та Європі та був членом Палати представників Японії, пізніше він писав, що Іккі Кіта був знайомий з паном Кіічіро Хіранумою, тодішнім головою Верховного суду Японської імперії, і в у своїй статті в 1922 році він різко засудив пана Адольфа Йоффе, тодішнього радянсько-російського дипломата в Японії.
Іккі Кіта мав у своєму світогляді еклектичне поєднання імперіалізму, соціалізму та духовних принципів  є однією з причин того, чому ідеї Іккі Кіта було важко зрозуміти в конкретних історичних обставинах Японської імперії які відбувались в ній між двома світовими війнами. Дехто стверджував, що це також є однією з причин, чому історикам важко дійти згоди щодо політичного світогляду (позиції) Іккі Кіта, хоча Нік Говард вважає, що ідеї Іккі Кіта насправді були дуже ідеологічно послідовними протягом усієї його кар’єри, з відносно невеликими змінами у відповідь на мінливу реальність, з якою він стикався в будь-який момент часу.

## Пропозиція запровадити мову есперанто

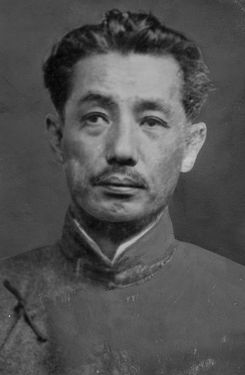
Іккі Кіта 1935 рік

У 1919 році Іккі Кіта виступав за те, щоб Японська імперія прийняла (запровадила) мову есперанто. Іккі Кіта передбачив, що через 100 років після її прийняття, мова есперанто буде єдиною мовою, якою будуть розмовляти на корінних територіях Японської імперії та на величезній території, яка була завойована нею відповідно до «теорії природного відбору», що зробить японську мову санскритським або латинським еквівалентом який буде існувати в Японській імперії.  Іккі Кіта вважав, що система письма японської мови надто складна, щоб її нав’язувати іншим підкореним народам, що романізація не спрацює, а англійська мова, яку в той час викладали в японській системі освіти, японці взагалі не зуміли опанувати. Іккі Кіта також стверджував, що англійська є отрутою для розуму японців, оскільки опіум знищив китайців, і  єдиною причиною, чому він ще не знищив японську мову, полягає в тому, що німецька мова має більший вплив, ніж англійська, і що англійська мова повинна бути виключена (заборонена) в Японській імперії. Іккі Кіта був надихнутий кількома китайськими анархістами, з якими він подружився, і які закликали до заміни китайської мови на есперанто на початку двадцятого століття.

## Арешт і розстріл

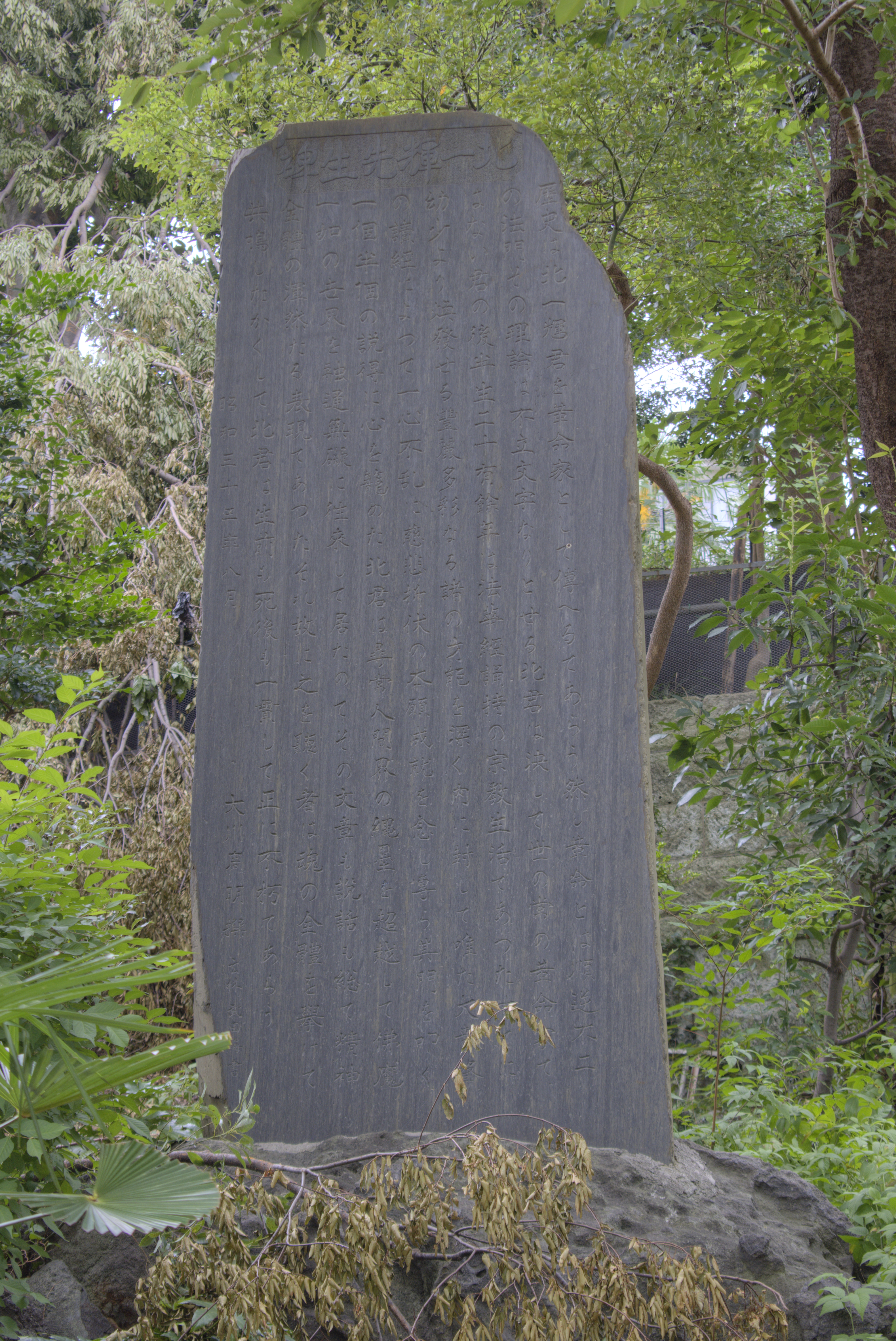
Кенотаф Кіта в Рюсендзі в Токіо, побудований у 1958 році

«Нарисний план Кіти», це остання книга Іккі Кіта, яка справила великий вплив на частину імператорської армії Японської імперії, особливо на те угруповання японської імператорської армії, яка брала участь у невдалому перевороті 1936 року. Після спроби державного перевороту служба безпеки Сухопутних військ Імператорської армії Японської імперії відомої як «Кемпейтаї», Іккі Кіта був заарештований ними за співучасть у заколоті, після чого його віддали під закритий військовий суд після чого й стратили.

## У художній літературі
- Іккі Кіта — головний персонаж історичного фентезійного роману Хіроші Арамати «Тейто Моногатарі». У романі він також є буддійським шаманом, який глибоко відданий Кегон- сутрам.
- Кіта з'являється в епосі «Рон» художника манги Мотоки Муракамі епохи Сьова.
- Кіта — другорядний персонаж у фільмі Осаму Тезуки «Іккі Мандара».
- Кіта (роль якого зіграв Хіроші Мідорігава) фігурує в сюжеті фільму Сейджуна Судзукі «Бойова елегія» 1966 року.
- У романі Юкіо Місіми «Весняний сніг» твори Кіти фігурують у прочитанні найінтелектуальнішого з головних героїв, Хонди.

Що стосується Хонди, то він ніколи не міг би бути цілком спокійним, якщо б поруч не було книг. Серед тих, що зараз були під рукою, була книга, яку йому таємно позичив один зі студентів-домовиків, книга, заборонена урядом. під назвою «Націоналізм і автентичний соціалізм» її написав молодий чоловік, на ім’я Теруджіро Кіта, якого в двадцять три роки вважали японським Отто Вайнінгером. Однак він був занадто колоритним у представленні екстремістської позиції, і це викликало обережність у спокійному і розсудливому розумі Хонди. Річ не у тому, що він мав якусь особливу неприязнь до радикальної політичної думки. Але сам ніколи не був по-справжньому злим, він був схильний розглядати лютий гнів інших як якусь жахливу інфекційну хворобу. Зустріти це в їхніх книгах було інтелектуально стимулюючим, але таке задоволення викликало у нього нечисте сумління.